# Мурики, Ведат
Ведат Мурики (алб. Vedat Muriqi; род. 24 апреля 1994, Призрен, Косово и Метохия) — косоварский футболист, нападающий испанского клуба «Мальорка» и сборной Косова. Выступал за молодёжную сборную Албании.

## Клубная карьера
Ведат Мурики — воспитанник косовского клуба «Лириа» из своего родного Призрена. В 2012 году он перешёл в команду албанской Суперлиги «Теута», а в начале 2014 года — в другой албанский клуб «Беса». Летом того же года Мурики подписал контракт с «Гиресунспором», выступавшим тогда в турецкой Первой лиге. В сезоне 2015/16 он с 17 голами стал лучшим бомбардиром команды и вошёл в тройку лучших снайперов лиги. 7 декабря 2015 года Мурики сделал хет-трик в домашней игре с «Болуспором». Летом 2016 года он перешёл в клуб турецкой Суперлиги «Генчлербирлиги». 21 августа того же года Мурики провёл свой первый матч и забил первый гол в Суперлиге, отметившись точным попаданием в концовке домашнего поединка против «Газиантепспора».

## Карьера в сборной
9 октября 2016 года Ведат Мурики дебютировал в составе сборной Косова в матче отборочного турнира чемпионата мира 2018 года против команды Украины, выйдя в стартовом составе.

## Статистика выступлений

### В сборной
| Матчи и голы Ведата Мурики за сборную Косова | Матчи и голы Ведата Мурики за сборную Косова | Матчи и голы Ведата Мурики за сборную Косова | Матчи и голы Ведата Мурики за сборную Косова | Матчи и голы Ведата Мурики за сборную Косова | Матчи и голы Ведата Мурики за сборную Косова | Матчи и голы Ведата Мурики за сборную Косова |
| №                                            | Дата                                         | Место проведения                             | Соперник                                     | Счёт                                         | Голы                                         | Соревнование                                 |
| -------------------------------------------- | -------------------------------------------- | -------------------------------------------- | -------------------------------------------- | -------------------------------------------- | -------------------------------------------- | -------------------------------------------- |
| 1                                            | 9 октября 2016                               | Стадион Краковии, Краков                     | Украина                                      | 0:3                                          | —                                            | Квалификация ЧМ 2018                         |
| 2                                            | 12 ноября 2016                               | Анталья Арена, Анталья                       | Турция                                       | 0:2                                          | —                                            | Квалификация ЧМ 2018                         |
| 3                                            | 2 сентября 2017                              | Максимир, Загреб                             | Хорватия                                     | 0:1                                          | —                                            | Квалификация ЧМ 2018                         |
| 4                                            | 5 сентября 2017                              | Лоро Боричи, Шкодер                          | Финляндия                                    | 0:1                                          | —                                            | Квалификация ЧМ 2018                         |
| 5                                            | 6 октября 2017                               | Лоро Боричи, Шкодер                          | Украина                                      | 0:2                                          | —                                            | Квалификация ЧМ 2018                         |
| 6                                            | 9 октября 2017                               | Лаугардалсвёллур, Рейкьявик                  | Исландия                                     | 0:2                                          | —                                            | Квалификация ЧМ 2018                         |
| 7                                            | 13 ноября 2017                               | Олимпийский стадион Адем Яшари, Митровица    | Латвия                                       | 4:3                                          | 1                                            | Товарищеский матч                            |
| 8                                            | 24 марта 2018                                | Жан Роллан, Франконвиль                      | Мадагаскар                                   | 1:0                                          | —                                            | Товарищеский матч                            |
| 9                                            | 27 марта 2018                                | Жан Роллан, Франконвиль                      | Буркина-Фасо                                 | 2:0                                          | 1                                            | Товарищеский матч                            |
| 10                                           | 29 мая 2018                                  | Летцигрунд, Цюрих                            | Албания                                      | 3:0                                          | —                                            | Товарищеский матч                            |

Итого: 10 матчей / 2 гола; eu-football.info.